# Benedict Zuckermann
Benedict Zuckermann (Breslávia, 9 de outubro de 1818 — Breslávia, 17 de dezembro de 1891) foi um matemático e astrônomo alemão de origem judaica.

## Obras
- "Über Sabbathjahrcyclus und Jubelperiode," Breslau, 1859 (traduzido para o inglês por A. Loewy, Londres, 1866);
- "Über Talmudische Münzen und Gewichte," Breslau, 1862;
- "Katalog der Seminarbibliothek," part i., ib. 1870 (2d ed., ib. 1876);
- "Das Mathematische im Talmud," ib. 1878;
- "Tabelle zur Berechnung des Eintrittes der Nacht," ib. 1892;
- "Anleitung und Tabellen zur Vergleichung Jüdischer und Christlicher Zeitangaben," ib. 1893.
- Também contribuiu ocasionalmente com o "Monatsschrift für Geschichte und Wissenschaft des Judenthums".